# Herz und Mund und Tat und Leben, BWV 147a

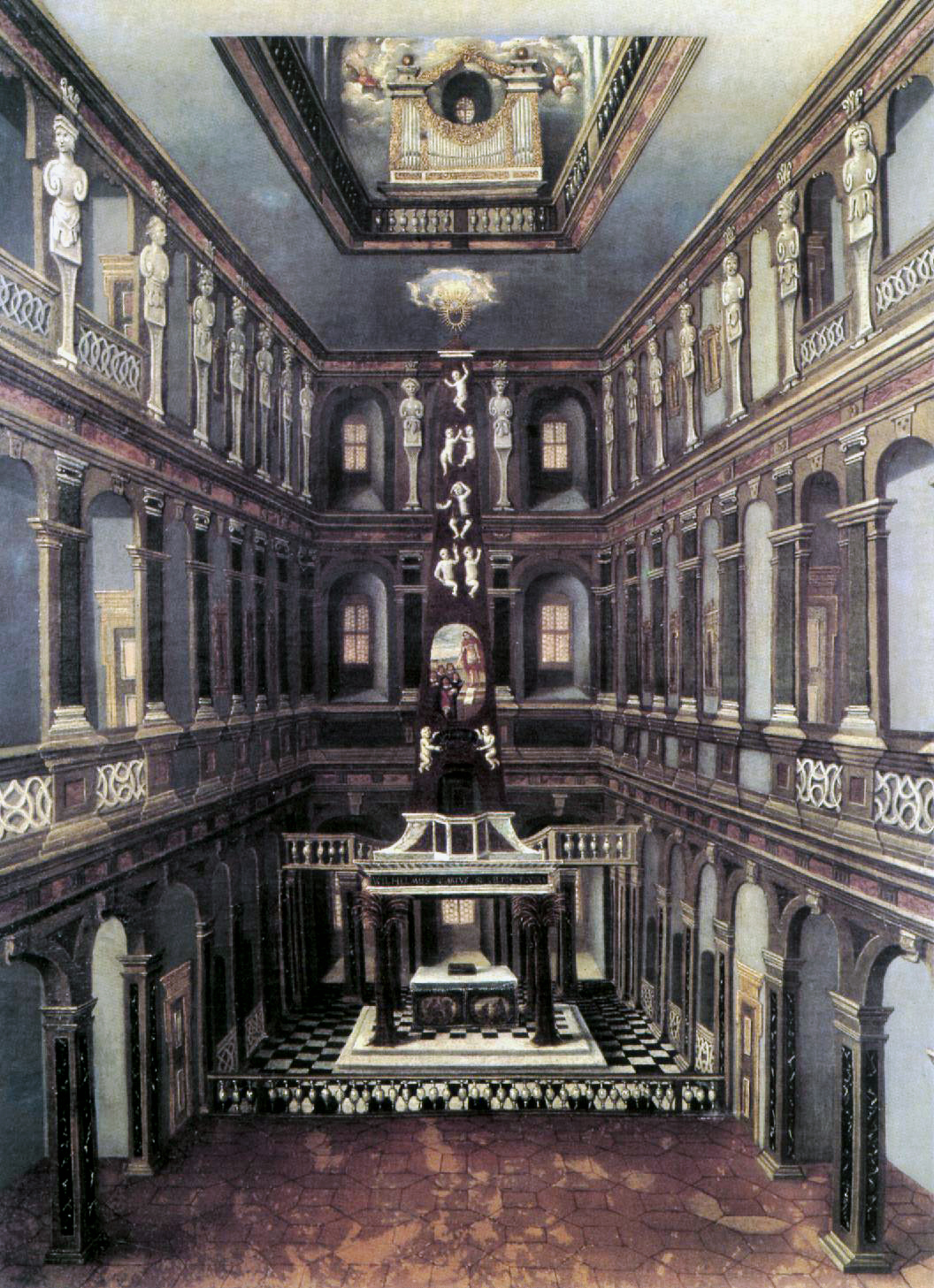
Schlosskirche Weimar, pintura al óleo sobre lienzo. Representación del interior de la Iglesia del Palacio, que se incendió en 1774 (J. S. Bach trabajó como organista de la corte en esta iglesia)

Herz und Mund und Tat und Leben, BWV 147a (en español, El corazón y la boca, y las obras y la vida) es una cantata de iglesia de Johann Sebastian Bach. La compuso en Weimar en 1716 para el cuarto domingo de Adviento, 20 de diciembre. No está claro si se representó la obra entonces. En 1723, la amplió como Herz und Mund und Tat und Leben, BWV 147.

## Historia y texto
El 2 de marzo de 1714, nombraron a Bach maestro de conciertos de la capilla de la corte de Weimar de los duques correinantes Guillermo Ernesto y Ernesto Augusto I de Sajonia-Weimar-Eisenach. Como maestro de conciertos, asumió la responsabilidad principal de componer nuevas obras, específicamente cantatas para la Schlosskirche (iglesia del palacio), con carácter mensual. Probablemente escribió la obra en 1716 para el cuarto domingo de Adviento, aunque puede que no se representara en ese momento. Las lecturas prescritas para el día fueron de la Epístola a los filipenses (Filipenses 4:4-7) y el Evangelio de Juan (Juan 1:19-28). La cantata utiliza un texto del poeta de la corte Salomo Franck, publicado en el ciclo de cantatas Evangelische Sonn- und Fest-Tages-Andachten en 1717.
Drese, el superior de Bach, había muerto el 1 de diciembre de ese año y Bach parecía ansioso por mostrar sus capacidades componiendo cantatas durante tres domingos seguidos, incluyó esta cantata. Cuando se dio cuenta de que no él no sustituiría a Drese como Kapellmeister sino que lo haría el hijo de este, dejó de trabajar en ellas. Rompió la partitura autógrafa después del primer movimiento y no compuso otra cantata para Weimar.

## Partitura y estructura
La obra tiene partitura para cuatro voces solistas (soprano, alto, tenor y bajo) y un coro de cuatro partes. Como la música se perdió, la instrumentación de la cantata no está clara, pero probablemente fuera similar a Herz und Mund und Tat und Leben, BWV 147. La pieza tiene seis movimientos:
1. Coro: Herz und Mund und Tat und Leben
2. Aria: Schäme dich, o Seele nicht
3. Aria: Hilf, Jesu, hilf, dass ich auch dich bekenne
4. Aria: Bereite dir, Jesu, noch heute die Bahn
5. Aria: Laß mich der Rufer Stimme hören
6. Coral: Dein Wort laß mich bekennen

El coro de apertura es elaborado, centrado en el tema de que el cristiano debe ser testigo de Jesús, como lo fue Juan el Bautista, con todo su ser. El movimiento comienza con un concierto instrumental ampliado en el que las cuerdas responden a una fanfarria de trompeta. El ritornello se toca con partes vocales entrelazadas y finalmente se repite como al principio.
La primera de las cuatro arias es para alto, posiblemente acompañada de una viola obbligato. El tercer movimiento es un aria para tenor y bajo continuo. El cuarto movimiento es un aria para soprano con un violín solo obbligato.
El quinto Movimiento, un aria bajo, alude nuevamente al Bautista que a su vez se refirió a Isaías. La voz está acompañada por una trompeta y cuerdas obbligato, que recuerda el movimiento de apertura.
El movimiento final es un coral del cual Franck solo presentó dos líneas. La continuación se encontró en un himnario contemporáneo.
Cuando Bach expandió la cantata, probablemente usó el mismo movimiento de apertura, el primer aria como tercer movimiento, el segundo como séptimo movimiento, el tercero como quinto movimiento y el cuarto con un nuevo texto como noveno movimiento. No se usó la coral de cierre en la obra posterior.